# Cricetomyini
Cricetomyini – plemię gryzoni z podrodziny wielkoszczurów (Cricetomyinae) w obrębie rodziny malgaszomyszowatych (Nesomyidae).

## Rozmieszczenie geograficzne
Plemię obejmuje gatunki zamieszkujące w Afryce.

## Systematyka
Do plemienia należą następujące rodzaje:
- Beamys O. Thomas, 1909 – chomikoszczur
- Cricetomys G.R. Waterhouse, 1840 – wielkoszczur